# Kenny Van Braeckel
Kenny Van Braeckel (Gent, 12 november 1983) is een Belgisch voormalig professioneel wielrenner. Hij liep in 2006 stage bij Davitamon-Lotto, maar kreeg geen contract aangeboden. Hierna reed hij voor onder meer Jartazi en Willems Verandas. Zijn vader Etienne Van Braeckel was veldrijder.

## Belangrijkste overwinningen
2006
- 4e etappe Ronde van Luik

Aerts · Brandt · De Vocht · Dockx · Evans · Gates · Horner · Ingels · Jufré · Kaisen · Kuyckx · Leukemans · Mattan · McEwen · Mertens · Rodriguez · Roesems · Sanderson · Steegmans · Steels · van Bon · Van Hecke · Van Huffel · Van Petegem · Vansevenant · Vansummeren · Vogels · Devenyns (stagiair) · Schets (stagiair) · Van Braeckel (stagiair)
Boyen · Cauquil · Coupé · Criquielion · Drouilly · Flahaut · François · Habeaux · Ickx · Kaupas · Lembo · Maes · Nevens · Omloop · Soetens · Striska · Tombak · Van Braeckel · Van Mingeroet · Vastaranta · Cammaerts (stagiair) · Deprez (stagiair)
Cappelle · De Wilde · De Zutter · Ennekens · François · Hoornaert · Meeusen · Moerman · Standaert · Van Braeckel · van Heeswijk · Van Loocke · Van Moer · Vanhuffel